# Augusto Taiocchi
Augusto Taiocchi (* 12. August 1950 in Ponteranica; † 3. Juni 2010) war ein italienischer Endurosportler. Er war zweimal Europameister und mehrmals Mitglied der siegreichen italienischen Trophy-Mannschaft bei der Internationalen Sechstagefahrt.

## Karriere
Augusto Taiocchi begann 1967 aktiv Motorsport zu betreiben. Er fuhr für den Motorsportklub der italienischen Polizei Fiamme Oro. Seinen ersten Titel gewann er 1968 auf einer Morini mit 125 cm³. Später wechselte er auf eine 125-cm³-Puch und war damit in der italienischen Enduro-Meisterschaft erfolgreich.
1971 wurde er Klassensieger in der italienischen Enduro-Meisterschaft auf einer KTM. Dieser Marke blieb er bis zum Ende seiner Karriere treu. 1973 und 1974 folgten zwei weitere Klassensiege.
1976 war er Zweiter in der Enduro-Europameisterschaft in der Klasse bis 250 cm³. In der italienischen Meisterschaft gewann er die Klassenwertung. Im folgenden Jahr wurde er in der 500-cm³-Klasse Dritter in der EM. 1978 wechselte er in die Klasse bis 350 cm³ und wurde erneut Dritter.
1979 gewann Taiocchi mit einer 500-cm³-KTM die Gesamtwertung in der italienischen Meisterschaft. In der Enduro-Europameisterschaft wurde er in diesem Jahr mit einer 350-cm³-Maschine Europameister. Mit der italienischen Nationalmannschaft gewann er bei der Internationalen Sechstagefahrt in Neunkirchen die Trophy-Wertung.
Im folgenden Jahr konnte er die Europameisterschaftswertung in der 500 cm³-Klasse gewinnen. Mit der Nationalmannschaft verteidigte er in Brioude in Frankreich den Trophy-Sieg bei der Internationalen Sechstagefahrt. In der italienischen Meisterschaft wurde er Klassensieger.
Auch 1981 war er Mitglied der erfolgreichen Trophy-Mannschaft bei den Six Days auf  der italienischen Insel Elba. In den Jahren 1982 bis 1984 gewann er jeweils die Klassenwertung der italienischen Enduromeisterschaft.
Die italienische Geländefahrt Valli Bergamasche gewann er 1974, 1976, 1977, 1980 und 1982.
Auch nach seiner Zeit als Leistungssportler war er im Classic-Endurosport mit historischen Motorrädern aktiv und gewann 1994 bis 2000 die Gesamtwertung der Meisterschaft.
Augusto Taiocchi starb am 3. Juni 2010 nach langer Krankheit.

## Wichtigste Erfolge
Italienische Meisterschaft1979 (Gesamtwertung)
Europameisterschaft1979, 1980
Internationale Sechstagefahrt1979, 1980, 1981